# Novation en droit civil belge
Pour les articles homonymes, voir Novation (homonymie).
La novation est l'extinction d'une obligation par la création d'une nouvelle destinée à remplacer l'ancienne. Cette substitution d'une créance à une autre s'opère par l'effet d'une convention. On donne le nom de novation soit à l'effet qui se produit, soit à la convention qui le produit. La convention de novation, à laquelle doit nécessairement intervenir le créancier, a un double effet : elle est à la fois extinctive et créatrice d'obligation.

## Conditions de la novation

### Une obligation à éteindre
La création de la nouvelle obligation a pour cause l'extinction d'une ancienne. Par conséquent, s'il n'y a rien à éteindre, l'obligation nouvelle ne naît pas et la novation ne se produit pas. Ainsi, lorsque la première obligation est nulle de nullité absolue, la novation ne peut se produire.

### Création d'une nouvelle obligation
L'extinction de l'ancienne obligation a pour cause la création de la nouvelle. Dès lors, si l'obligation nouvelle ne naît pas, l'obligation ancienne subsiste, la novation ne se produit pas.
Il en est ainsi lorsque la nouvelle obligation est nulle de nullité absolue. Si l'obligation nouvelle est nulle de nullité relative, le sort de la novation dépendra de l'exercice de l'action en nullité.

### Un élément nouveau
La nouvelle obligation doit différer de l'ancienne. Il faut un élément nouveau appelé aliquid novi. Une simple modification ou un simple ajout au contrat initial ne suffit pas. Il faut qu'un élément essentiel de l'obligation soit modifié.
Quand l'obligation nouvelle est pareille à l'ancienne, l'acte nouveau ne peut valoir que comme reconnaissance de dette.
L’aliquid novi peut concerner les sujets ou d'autres éléments de l'obligation. De là découlent les différentes sortes de novation.

### L'intention de nover
Il faut que les parties aient l'intention de nover (animus novandi), c'est-à-dire l'intention d'éteindre une obligation pour la remplacer par une nouvelle.

« La novation ne se présume pas ; il faut que la volonté de l'opérer résulte clairement de l'acte. »

— Article 1273 du Code civil.
Si l’animus novandi ne se présume pas, il peut être tacite, pourvu qu'il soit certain. Il ne faut pas induire du mot « acte » que la loi exige un acte instrumentaire : le mot « acte » désigne ici le negotium et non l’instrumentum.
Le juge du fond apprécie souverainement s'il y a animus novandi, intention de nover. Il recherche l'intention des parties et peut se fonder sur tout élément de preuve y compris les présomptions. Sa décision, à cet égard, échappe au contrôle de la Cour de cassation. Toutefois, celle-ci doit vérifier si, en droit, les faits constatés par le juge répondent aux conditions légales de la novation et s'ils en ont déduit les justes conséquences,.

### La capacité des parties
« La novation ne peut s'opérer qu'entre personnes capables de contracter. »

— Article 1272 du Code civil.
La novation n'est pas seulement un mode d'extinction des obligations, une sorte de paiement. C'est une convention et l'extinction de l'obligation n'en est qu'une conséquence. Il ne suffit dès lors pas, pour faire une novation, que le créancier ait la capacité de recevoir son paiement et le débiteur la capacité de payer. La novation est une convention substituant une obligation à une autre. Aussi, l'article 1272 du Code civil exige-t-il la "capacité de contracter". Il faut entendre par là que le créancier doit avoir la capacité de disposer de la créance ancienne, puisqu'il y renonce, et que le débiteur ou le nouveau débiteur doit être capable de s'obliger, puisqu'il contracte une nouvelle obligation.

## Différentes sortes de novation

### Novation par changement de créancier
Il y a novation par changement de créancier lorsque le débiteur s'engage envers une personne désignée par le créancier et que celui-ci le décharge de sa dette envers lui. Le débiteur et la chose due restent les mêmes, seul le créancier change.
Cette application de la novation était fréquente en droit romain en raison du principe de l'intransmissibilité des créances entre vifs. Le changement de créancier n'était primitivement possible que par le biais d'un changement pris par le débiteur envers un nouveau créancier, substituant ainsi une créance nouvelle à l'ancienne.
Pour qu'il y ait novation par changement de créancier, il faut que l'ancien créancier décharge le débiteur. À défaut, il n'y aurait pas intention de nover : l'obligation aurait deux créanciers au lieu d'un et la situation serait analogue à celle de la solidarité active. Il n'y a pas novation par changement de créancier lorsque le créancier se borne à indiquer au débiteur une personne qui doit recevoir pour lui le paiement. Cette personne ne serait qu'un mandataire chargé de recevoir le paiement ; il ne se produit ni extinction de la dette ni naissance d'une nouvelle obligation.

### Novation par changement de débiteur
Il y a novation par changement de débiteur lorsqu'un nouveau débiteur s'engage envers le créancier et que le créancier décharge l'ancien débiteur. Le créancier et la chose due restent les mêmes, seul le débiteur change.

#### Délégation novatoire
« La délégation par laquelle un débiteur donne au créancier un autre débiteur qui s'oblige envers le créancier, n'opère point de novation, si le créancier n'a expressément déclaré qu'il entendait décharger son débiteur qui a fait la délégation. »

— Article 1275 du Code civil.
Il y a délégation novatoire lorsque le débiteur ordonne à une tierce personne de s'obliger personnellement à payer sa dette envers le créancier et que celui-ci accepte ce nouveau débiteur en déchargeant l'ancien.
La délégation n'opère novation, c'est-à-dire libération de l'ancien débiteur, que si le créancier décharge ce dernier et accepte le nouveau débiteur en remplacement de l'ancien.
La délégation novatoire n'est pas fréquente. Quand un créancier accepte que son débiteur lui délègue un tiers qui prend la dette à sa charge, il consent rarement à libérer son débiteur primitif. Dans ce cas, l'opération conserve le nom de délégation mais faute d'animus novandi, elle n'opère pas de novation. Elle est dite "délégation simple" ou "imparfaite". Dans cette hypothèse, l'ancienne dette n'est pas éteinte. Le créancier dispose ainsi de deux débiteurs tenus in solidum au lieu d'un.
Lorsqu'il y a novation par changement de débiteur, le créancier ne dispose plus d'aucun recours contre son débiteur originaire. Il supporte donc le risque de l'insolvabilité de son nouveau débiteur. Il n'en sera autrement que si le créancier a expressément réservé son recours contre son débiteur primitif en cas d'insolvabilité du nouveau débiteur ou si celui-ci était déjà en faillite ou en déconfiture, à l'insu du créancier, lors de la novation.

#### Expromission
« La novation par la substitution d'un nouveau débiteur, peut s'opérer sans le concours du premier débiteur. »

— Article 1274 du Code civil.
Il y a expromission lorsqu'un tiers s'oblige de lui-même à payer à la place du débiteur, lequel est déchargé par le créancier.
Elle a lieu sans le concours du premier débiteur. C'est une conséquence logique du principe consacré par l'article 1236 alinéa 2 du Code civil qui autorise un tiers à payer à la place du débiteur. De même qu'on peut libérer un débiteur en payant pour lui, on peut le libérer en contractant une obligation destinée à remplacer la sienne.
Il faut que le créancier décharge l'ancien débiteur sinon, à défaut d'animus novandi, il n'y aurait pas de novation. Il y aurait seulement adpromission, c'est-à-dire adjonction d'un débiteur à un autre.

### Novation par changement de dette
On dit qu'il y a novation par changement de dette lorsque, le créancier et le débiteur restant les mêmes, le débiteur contracte une nouvelle dette qui est substituée à l'ancienne, laquelle est éteinte. C'est la novation inter easdem personas que certains appellent novation objective.
Certains changements sont tels qu'on ne peut les concevoir sans l'intention de nover. Lorsque les parties apportent de semblables changement à la dette, c'est en vain qu'elles déclareraient n'avoir pas l'intention de nover.
C'est presque toujours le cas lorsque la modification porte sur l'objet ou sur la cause de l'obligation,. Entrainent également novation l'adjonction ou la suppression d'une condition. En effet, celle-ci affecte l'existence même de l'obligation en la rendant définitive ou incertaine,.
Par contre, sauf volonté contraire certaine des parties, n'entraîneront pas novation la concession d'un terme de paiement, l'adjonction d'une sûreté, un changement de taux d'intérêt, une modification dans la monnaie de paiement, etc,.
L'élément nouveau est une manifestation de l'intention de nover. Lorsque la modification est telle qu'elle ne peut s'expliquer que par l'extinction de l'ancienne obligation, il y a invinciblement intention de nover. Si, par contre, la modification n'est pas incompatible avec la subsistance de l'obligation ancienne, il n'y aura novation que si les parties l'on certainement voulu.
La distinction entre modification fondamentale et accessoire est sans importance lorsque les parties ont expressément déclaré vouloir opérer novation. En effet, la règle est celle de l'autonomie des volontés.

## Effets de la novation
La novation crée une nouvelle obligation et éteint l'ancienne, en principe avec tous ses accessoires.
En conséquence, l'hypothèque ou le privilège qui garantissait la créance est perdu, les cautions sont libérées, les codébiteurs solidaires sont libérés par la novation faite entre le créancier et l'un des débiteurs solidaires et le débiteur perd le bénéfice des exceptions qu'il pouvait opposer au créancier en raison de la créance primitive.
Une nouvelle créance, indépendante de la première, naît et connaît un régime propre. Par conséquent, si elle est assortie de sûretés réelles, celles-ci prendront rang à la date de leur constitution.

### La conservation ...

#### ... des privilèges et hypothèques
« Les privilèges et hypothèques de l'ancienne créance ne passent point à celle qui lui est substitué, à moins que le créancier ne les ait expressément réservés. »

— Article 1278 du Code civil.
Dérogeant au principe selon lequel l'accessoire ne peut survivre au principal, l'article 1278 du Code civil permet au créancier, moyennant clause expresse, d'affecter à la nouvelle créance les privilèges et hypothèques garantissant l'ancienne. Ces sûretés survivront alors à la créance éteinte dont elles étaient l'accessoire et garantiront la créance nouvelle à leur rang primitif, c'est-à-dire à une date antérieure à la naissance de celle-ci. 
D'après l'article 1280 du Code civil, lorsque la novation s'opère entre le créancier et l'un des débiteurs solidaires, les privilèges et hypothèques de l'ancienne créance ne peuvent être réservés que sur les biens de celui qui contracte la nouvelle dette. Le consentement des autres codébiteurs serait nécessaire pour que les privilèges et hypothèques soient maintenus sur les leurs.
Cette solution est généralisée et on admet que si le débiteur n'est pas partie à la convention de novation comme c'est le cas de l'expromission, les privilèges et hypothèques ne peuvent être réservés sur ses biens que moyennant son consentement. 

#### ... des cautions et codébiteurs solidaires
Le créancier ne peut plus avoir d'action contre les cautions et les codébiteurs solidaires de l'obligation originaire que si ceux-ci accèdent à la nuvelle obligation, c'est-à-dire s'ils consentent à s'engager à nouveau.
Si le créancier a consenti à la novation sous la condition de l'engagement, selon le cas, des cautions ou des codébiteurs solidaires, et si ceux-ci refusent, la novation ne s'accomplit pas car il y a défaillance de la condition. Dans ce cas, l'ancienne créance subsiste.

## Preuve de la novation
La preuve de la novation est la même qu'en droit commun. La preuve testimoniale et la preuve par présomptions humaines ne seront admises qu'en matière n'excédant pas 375€, s'il existe un commencement de preuve par écrit ou s'il y a dispense de preuve par écrit.